# Čičimak
Čičimak (žižulja; lat. Ziziphus), rod korisnog grmlja i drveća iz porodice pasjakovki. Raširen je po tropima i suptropima Starog i Novog svijeta. Od 63 vrste na popisu, u Hrvatskoj je jedna, Ziziphus jujuba ili obični čičimak, uobičajeno nazivana žižula.

## Vrste
1. Ziziphus abyssinica Hochst. ex A. Rich.
2. Ziziphus affinis Hemsl.
3. Ziziphus andamanica Bhandari & Bhansali
4. Ziziphus angustifolia (Miq.) Hatus. ex Steenis
5. Ziziphus apetala Hook. fil. ex M. A. Lawson
6. Ziziphus attopensis Pierre
7. Ziziphus borneensis Merr.
8. Ziziphus brunoniana C. B. Clarke ex Brandis
9. Ziziphus budhensis Bhattarai & M. L. Pathak
10. Ziziphus calophylla Wall.
11. Ziziphus cambodiana Pierre
12. Ziziphus crebrivenosa C. B. Rob.
13. Ziziphus cumingiana Merr.
14. Ziziphus djamuensis Lauterb.
15. Ziziphus elegans Wall.
16. Ziziphus fungii Merr.
17. Ziziphus funiculosa Buch.-Ham. ex M. A. Lawson
18. Ziziphus glabrata (B. Heyne ex Schult.) B. Heyne ex Wight & Arn.
19. Ziziphus globularis Wall.
20. Ziziphus hajarensis Duling, Ghaz. & H. D. V. Prendergast
21. Ziziphus hamur Engl.
22. Ziziphus havilandii Ridl.
23. Ziziphus hoaensis Pierre
24. Ziziphus horrida Roth
25. Ziziphus horsfieldii Miq.
26. Ziziphus hutchinsonii Merr.
27. Ziziphus incurva Roxb.
28. Ziziphus javanensis Blume
29. Ziziphus jujuba Mill.
30. Ziziphus kunstleri King
31. Ziziphus laui Merr.
32. Ziziphus leucodermis (Baker) O. Schwartz
33. Ziziphus linnaei M. A. Lawson
34. Ziziphus lotus (L.) Lam.
35. Ziziphus mauritiana Lam.
36. Ziziphus montana W. W. Sm.
37. Ziziphus mucronata Willd.
38. Ziziphus nummularia (Burm. fil.) Wight & Arn.
39. Ziziphus oenopolia (L.) Mill.
40. Ziziphus oligantha Merr. & L. M. Perry
41. Ziziphus otanesii Merr.
42. Ziziphus oxyphylla Edgew.
43. Ziziphus papuana Lauterb.
44. Ziziphus pernettyoides Ridl.
45. Ziziphus poilanei Tardieu
46. Ziziphus pubescens Oliv.
47. Ziziphus pubinervis Rehder
48. Ziziphus quadrilocularis F. Muell.
49. Ziziphus rivularis Codd
50. Ziziphus robertsoniana Beentje
51. Ziziphus rubiginosa D. G. Long & Rae
52. Ziziphus rugosa Lam.
53. Ziziphus spina-christi (L.) Desf.
54. Ziziphus subquinquenervia Miq.
55. Ziziphus suluensis Merr.
56. Ziziphus talanae (Blanco) Merr.
57. Ziziphus timoriensis DC.
58. Ziziphus trinervis (Cav.) Poir.
59. Ziziphus truncata Blatt. & Hallb.
60. Ziziphus williamii Bhandari & Bhansali
61. Ziziphus xiangchengensis Y. L. Chen & P. K. Chou
62. Ziziphus xylopyrus (Retz.) Willd.
63. Ziziphus zeyheriana Sond.